# Arbee Stidham
Arbee Stidham (* 9. Februar 1917 in DeValls Bluff, Arkansas; † 26. April 1988) war ein US-amerikanischer  Blues-Musiker (Gesang, Saxophon, Gitarre, Harmonika).

## Leben und Wirken
Arbee Stidhams Vater Luddie Stidham war Musiker im Jimmie-Lunceford-Orchestra.
Mit seiner Formation Southern Syncopators trat Arbee in den 1930er Jahren in Clubs seines Heimatstaats Arkansas auf; er war auch im Radiosender KARK in Little Rock zu hören und begleitete 1930/31 mit seiner Band die Sängerin Bessie Smith bei einer Tournee durch die Südstaaten. Stidham trat häufig in Little Rock und Memphis (Tennessee), bevor er in den 1940er Jahren nach Chicago zog. Dort arbeitete er mit Memphis Slim; außerdem machte er Plattenaufnahmen mit dem Lucky-Millinder-Orchestra für Victor. Er nahm auch unter eigenem Namen für Victor auf (Your Heart Belongs to Me), mit dem er in R&B-Charts erfolgreich war, ferner in den 1950er- und 1960er-Jahren für Bob Shads Label Sittin’ In With, Checker (I Don't Play/Don't Set Your Cap for Me), States (Look Me Straight in the Eye, 1957, mit Earl Hooker und Lefty Bates), Abco (Meet me Half Way, mit Willie Dixon, und Killer Blues), Prestige/Bluesville, Mainstream und Folkways. Als Reverenz an den verstorbenen US-Präsidenten Roosevelt spielte er einen Protestsong, Mr. Commissioner (Checker 751) 1952 ein.
1973 hatte er einen Auftritt in dem Film The Bluesman. Stidham trat in diesen Jahren auf zahlreichen Festivals und in Clubs auf, auch außerhalb der Vereinigten Staaten. In den 1970er Jahren unterrichtete er an der Cleveland State University.
Stidham war ein Bluessänger und Gitarrist, der im weitesten Sinn im Mississippi-Country-Stil eines Big Bill Broonzy spielte. Er nahm mit Jazz Gilum und Memphis Slim auch zwei Coverversionen von Broonzy-Songs auf, I Feel So Good und Rockin' Chair Blues.  Charles Keil sieht in seinem Buch Urban blues Arbee Stidham in der Tradition der Kansas City-Shouter wie Eddie Cleanhead Vinson, Jimmy Witherspoon, Big Joe Turner oder Wynonie Harris.

## Diskographische Hinweise
- Complete Recordings Vol. 1: 1947–1951 (Blue Moon), mit Sax Mallard, Tab Smith, Lucky Millinder
- Complete Recordings Vol. 2: 1951–1957 (Blue Moon), mit Red Holloway, Earl Hooker, Tommy 'Mad' Jones, J.T. Brown, Wayne Bennett, Lefty Hayes
- My Heart Belongs to You (Crown, rec. 1947–57, ed. 1981)
- Arbee's Blues (Folkways, 1961), mit Memphis, Slim, Jump Jackson
- Jazz Gillum / Arbee Stidham / Memphis Slim – Blues By Jazz Gillum (Folkways, 1961)
- Tired of Wandering – The Blues of Arbee Stidham (Prestige/Bluesville, 1960), mit King Curtis, John Wright, Leonard Gaskin, Armond 'Jump' Jackson (d)
- A Time for Blues (Mainstream, 1972)
- There's Always Tomorrow (Folkways, 1973)